# Xã Plum Hill, Quận Washington, Illinois
Xã Plum Hill (tiếng Anh: Plum Hill Township) là một xã thuộc quận Washington, tiểu bang Illinois, Hoa Kỳ. Năm 2010, dân số của xã này là 537 người.